# Choriactis crassoides
Choriactis crassoides is een zeeanemonensoort uit de familie Sagartiidae.
Choriactis crassoides is voor het eerst wetenschappelijk beschreven door Pax in 1922.